# Frauen, die nicht lieben dürfen (1925)
Frauen, die nicht lieben dürfen ist ein deutsches Stummfilmmelodram aus dem Jahre 1925 von Geza von Bolvary mit Ellen Kürti und Olaf Fjord in den Hauptrollen. 

## Handlung
Die kleine Putzmacherin Yvonne führt ein braves, anständiges Leben und wird von einem ebenso braven, jungen Mann, den sie seit früher Jugend kennt, geliebt. Dennoch ist auch sie nicht gefeit vor den Verlockungen der „sündigen Großstadt“. Die begegnet ihr eines Tages in Gestalt der alternde Prostituierten Lydia, die weiß, wie man junge, unbedarfte Mädels ködert und verführt. Sie kleidet die Unschuld vom Lande komplett neu ein, um aus ihr die Attraktion eines zuletzt ziemlich verwaisten und heruntergekommenen Puffs zu machen. Bald wird der neu eröffnete „Salon“ zum Hotspot für Lebemänner aller Arten, und es kommt zu rauschenden Festen und anschließenden Orgien. Yvonne ist hier die neueste Attraktion, die im Rahmen der ausschweifenden Gelage als die Schönste aller Mädchen auf einem drehbaren Tafelaufsatz positioniert und drapiert wird und damit bei den Kunden Fleischeslust hervorruft, was wiederum den Umsatz des Etablissements in lichte Höhen treibt.
Besonders der elegante, lebenserfahrene Baron de la Rive hat ein Auge auf Lydias „Neuerwerbung“ geworfen. Obwohl Yvonne eingebläut wurde, sich in ihrem Job niemals zu verlieben, geschieht genau dieses, als sie eines Tages den schmucken Gaston Dupont kennen lernt. Yvonne türmt von ihrem Arbeitsplatz, aber ihre alte Lehrmeisterin will ihr „bestes Pferd im Stall“ keinesfalls einfach so ziehen lassen und reist ihr deshalb hinterher. Lydia kann Yvonnes Galan als Betrüger entlarven, sodass das bitter enttäuschte Mädchen ihr zurück in das Bordell folgt. Eine Zeitlang bleibt Yvonne in dem Puff, dann aber hat sie alles endgültig satt, beginnt sich vor den lüsternen, schmierigen Männern zu ekeln und die Freier zu hassen und zu verspotten. Yvonne sieht die Lösung ihrer Probleme in einer erneuten Flucht. Doch ihre Vergangenheit hat in ihr soviel Ekel vor sich selbst hervorgerufen, dass sie ins Wasser geht. In letzter Sekunde wird sie gerettet. Das gefallene Mädchen kehrt zu ihren Wurzeln zurück, um in die Arme ihrer anständigen Jugendliebe zu sinken. Durch die Kraft seiner Liebe, wird die „Gefallene“ an Leib und Seele wieder genesen.

## Produktionsnotizen
Frauen, die nicht lieben dürfen entstand im Spätfrühling 1925 und wurde am 15. Juli 1925 in Berlins Marmorhaus uraufgeführt, nachdem ein Jugendverbot ausgesprochen und einige Kürzungen verlangt wurden. Trotz weiterer Schnitte, wurde der Film in einem Widerrufverfahren am 30. November 1925 komplett verboten, mit der Begründung, er würde „entsittlichend“ wirken. Beim Verbot besaß der Sechsakter eine Länge von knapp 1970 Meter. Vorhergehende Längen waren 2019 und 2369 Meter.
Die Filmbauten entwarfen Otto Voelckers und Peter Rochelsberg. Die Aufnahmeleitung hatte Robert Leistenschneider.

## Wissenswertes
Die mitwirkenden Schauspieler Lotte Klinder und Paul Otto waren miteinander verheiratet.

## Kritik
Die Villacher Zeitung lobte: „Der von hoher, sittlicher Tendenz getragene Film wird durch die vorzügliche Aufmachung und die packenden Szenen, gespielt von erstklassigen Darstellern, nicht verfehlen, einen dankbaren und nachhaltigen Eindruck auf unsere Kinobesucher zu hinterlassen“.